# コーエーテクモホールディングス
株式会社コーエーテクモホールディングス（英: KOEI TECMO HOLDINGS CO., LTD.）は、コンピュータゲーム開発会社であるコーエーテクモゲームスなどを傘下に持つ持株会社である。
JPX日経インデックス400の構成銘柄の一つである。

## 概要
2008年8月29日にスクウェア・エニックスは、テクモを株式公開買付けして子会社化する計画を発表した。テクモは「有能な人材及び安定した開発環境の確保、ブランドの維持発展の面でよりよい選択の可能性がある」としてスクウェア・エニックスの提案に賛同しなかった。
テクモはスクウェア・エニックスの提案とほぼ同時期にコーエーからも経営統合の提案を受けており、両社の創業者はともに親交があり、相乗効果や文化的共有面が多いことから経営統合を決定し、同年11月18日に共同持株会社の設立が発表され、2009年4月1日に両社の株式をコーエー1に対しテクモ0.9の比率で移転して設立した。

## 沿革
- 2008年
  - 11月18日 - 株式会社コーエー、テクモ株式会社が両社の経営統合に関する「統合契約書」を締結。
- 2009年
  - 4月1日 - 株式会社コーエー、テクモ株式会社両社の株式移転によってコーエーテクモホールディングス株式会社として設立。
  - 6月 - コーエー子会社KOEI LIMITED（イギリス）の社名をTECMO KOEI EUROPE LIMITEDに変更し、テクモ商品の取り扱いを開始。
  - 12月 - 台湾光栄股份有限公司の社名を台湾光栄特庫摩股份有限公司に変更、KOEI KOREA Corporationの社名をTECMO KOEI KOREA Corporationに変更。
- 2010年
  - 1月 - KOEI AMERICA CorporationとTECMO.Incが合併し、社名をTECMO KOEI AMERICA Corporationに変更。
  - 3月 - 「北斗無双」発売。
  - 4月1日 - グループを再編し、コーエーとテクモが合併した株式会社コーエーテクモゲームス、株式会社コーエーテクモウェーブ、株式会社コーエーテクモネットを中心とした体制がスタート。
  - 11月 - ソーシャルゲーム「100万人の信長の野望」が登録ユーザー数100万人突破。
- 2011年
  - 2月 - ソーシャルゲーム「のぶニャがの野望」サービス開始。
  - 3月 - 「真・三國無双6」発売。
  - 4月1日 - コーエーテクモゲームスが（新）コーエー、（新）テクモを吸収合併[6]。
  - 4月 - ソーシャルゲーム「100万人の三國志」が登録ユーザー数100万人突破。
  - 5月 - 「DEAD OR ALIVE Dimensions」発売。
  - 8月 - ソーシャルゲーム「100万人の戦国無双」サービス開始。
  - 10月 - ソーシャルゲーム「100万人のWinning Post」サービス開始。
  - 12月 - アトリエシリーズの開発を行っている株式会社ガストの全株式を取得し、完全子会社化。
  - 12月 - ソーシャルゲーム登録ユーザー数が500万人を突破、「真・三國無双 NEXT」をPlayStation®Vitaと同時発売。
- 2012年
  - 3月 - 「ワンピース海賊無双」「NINJA GAIDEN 3」発売。
  - 4月 - 「のぶニャがの野望」が台湾・香港・マカオでのサービスを開始。
  - 8月 - 「100万人のWinning Post」が「GREE Platform Award 2012」ソーシャルアプリ優秀賞受賞。
  - 9月 - 「DEAD OR ALIVE 5」発売。
  - 11月 - 「100万人の三國志 Special」が台湾・香港・マカオでサービス開始。
- 2013年
  - 4月 - 「のぶニャがの野望」が中国でのサービスを開始。
  - 6月 - 初のハンティングアクションゲーム「討鬼伝」発売。
  - 7月 - 「AKB48の野望」が「GREE Platform Award 2013」優秀賞受賞。
  - 11月 - 「LINE でろーん」が250万ダウンロード突破。
- 2014年
  - 7月 - 商号を株式会社コーエーテクモホールディングスに変更、グループ各社の社名・英文表記を「TECMO KOEI」から「KOEI TECMO」に変更・統一。
  - 8月 - 子会社のコーエーテクモゲームスが、「戦国無双 猛将伝」など49作品でカプコンが保有する特許を侵害したとして9億8000万の損害賠償と販売差し押さえを求め大阪地裁に告訴される[7]（詳細は後節）。
  - 10月 - 株式会社コーエーテクモゲームスが株式会社ガストを吸収合併。株式会社ガストは株式会社コーエーテクモゲームス内のスタジオ「ガスト長野開発部」となる。
- 2015年
  - 2月 - コラボレーションタイトル「ドラゴンクエストヒーローズ 闇竜と世界樹の城」を開発。
  - 3月 - 「100万人の三國志」が「GREE Platform Award 2014」優秀賞受賞。
  - 12月 - 「三國志」シリーズが30周年を迎える。「DEAD OR ALIVE 5」シリーズ基本無料版が全世界累計500万ダウンロード突破。
- 2016年
  - 1月 - シリーズ30周年記念作品「三國志13」発売。
  - 2月 - 「100万人の三國志」が「GREE Platform Award 2014」において2年連続で優秀賞受賞。
  - 4月 - 組織体制をブランド制に移行。分野別セグメントの「ゲームソフト」「オンライン・モバイル」「メディア・ライツ」を「エンタテインメント」セグメントへ統合。ブランド別組織「シブサワ・コウ」「ω-Force」「Team NINJA」「ガスト」「ルビーパーティー」を設置。
  - 6月 - ブラウザゲーム「大航海時代V」が全世界ユーザー数300万人突破。
- 2017年
  - 1月 - 「テクモ」が50周年、「ω-Force」が20周年、「アトリエ」シリーズが20周年を迎える。
  - 2月 - 『仁王』が全世界販売本数100万本を突破。
  - 12月 - 横浜・みなとみらい地区にコーエーテクモゲームスの新本社オフィスビルをライブハウス型ホール併設で着工する。
- 2020年
  - 1月 - みなとみらい地区にKTビルとライブハウス型ホール「KT Zepp Yokohama」を併設して竣工。
  - 3月 - KTビルに株式会社コーエーテクモゲームスの本社を移転（「コーエーテクモゲームス#本社」も参照）。
- 2021年
  - 9月22日 - 創業地の足利市制100周年を記念し、市と包括連携協定を結んだ[8]。
- 2022年
  - 4月 - 東京証券取引所の市場区分の見直しにより、東京証券取引所の市場第一部からプライム市場に移行。
- 2025年
  - 2月 - グループのファイナンス機能を集約した子会社・コーエーテクモコーポレートファイナンスを設立[9]。
  - 4月 - グループファイナンス機能の集約によるガバナンス強化や最適なキャッシュマネジメントの実現を目的として、コーエーテクモコーポレートファイナンスがコーエーテクモゲームスの有価証券等の運用等に関する権利義務を吸収分割により承継[10]。
  - 6月 - 鯉沼久史が代表取締役社長執行役員CEOに、襟川恵子が取締役名誉会長に、襟川陽一が代表取締役会長に就任[11]。

## グループ会社
国内子会社
- 株式会社コーエーテクモゲームス
  - 株式会社コーエーテクモクオリティアシュアランス
- 株式会社コーエーテクモウェーブ
- 株式会社コーエーテクモネット[注 1]
- 株式会社コーエーテクモリブ
- 株式会社コーエーテクモミュージック
- 株式会社コーエーテクモキャピタル
- 株式会社コーエーテクモコーポレートファイナンス

海外子会社
- KOEI TECMO AMERICA Corporation（アメリカ・カリフォルニア州）
- KOEI TECMO EUROPE LIMITED（イギリス）
- 台湾光栄特庫摩股份有限公司（台湾・台北）
- KOEI TECMO SINGAPORE Pte. Ltd.（シンガポール）
- 天津光栄特庫摩軟件有限公司（中国・天津）
- 北京光栄特庫摩軟件有限公司（中国・北京）
- KOEI TECMO SOFTWARE VIETNAM CO., LTD.（ベトナム・ハノイ）

## 事業所
- 日吉本社 - 神奈川県横浜市港北区箕輪町1-18-12（当社本社所在地）
合併前の旧コーエーおよび移転前のコーエーテクモゲームスの本社所在地（旧本社）でもあった。
- KTビル - 神奈川県横浜市西区みなとみらい4-3-6（コーエーテクモゲームス本社所在地）
- 第2ビル - 神奈川県横浜市港北区箕輪町1-23-3
- ジェミニビル - 神奈川県横浜市港北区日吉本町1-30-29
- 市ヶ谷事業所 - 東京都千代田区九段北4-1-34 九段明善堂ビル
合併前の旧テクモ本社所在地。
- 京都事業所 - 京都府京都市下京区仏光寺通室町東入釘隠町247

## 就業
コーエーテクモグループの新卒採用は、コーエーテクモホールディングスが一括して行い、内定者はコーエーテクモホールディングスに入社し、研修後に各グループ会社へ配属となる。従業員は関東ITソフトウェア健康保険組合に加入している。
2021年（令和3年）6月発表の同社の有価証券報告書によれば、同月現在で社内に労働組合は組織されていないが、「労使関係は極めて良好」としている。

## 不祥事・問題
2017年12月14日に大阪地裁で、カプコンがコーエーテクモゲームスを提訴した特許権侵害訴訟に関する判決が下され、「零」シリーズにおける操作盤振動に関する特許について侵害が認定されたとして約517万円の支払いを命じ、「戦国無双」シリーズなど48タイトルに関してカプコンの訴えは棄却される。
2020年12月15日に上記の訴訟で、最高裁第三小法廷で林道晴裁判長はコーエー側の上告を退けて計35製品の特許権侵害を認め、「真・三國無双」シリーズなどの機能の特許権侵害を認めて約1億4000万円の賠償を命じた二審知財高裁判決が確定した。